# Katastrofa lotu American Airlines 11
Lot 11 linii American Airlines (ang. American Airlines Flight 11) – rejs pierwszego porwanego samolotu podczas zamachów z 11 września 2001 roku. Był to wyprodukowany w kwietniu 1987 roku Boeing 767 linii lotniczych American Airlines, którego lot rozpoczął się z portu lotniczego Boston, a miał zakończyć się w porcie lotniczym Los Angeles. Trzynaście minut po starcie terroryści siłą przedostali się do kokpitu, przy czym jeden z nich był czynnym pilotem. Przejął on kontrolę nad samolotem i o godzinie 8:46 lokalnego czasu uderzył nim w Wieżę Północną World Trade Center. Wskutek zderzenia budynek zapalił się. Zderzenie to spowodowało zawalenie się Wieży Północnej. W wyniku katastrofy zginęli wszyscy pasażerowie samolotu: łącznie 92 osoby (76 pasażerów, 11 członków załogi i 5 porywaczy).

## Przebieg

### Lot

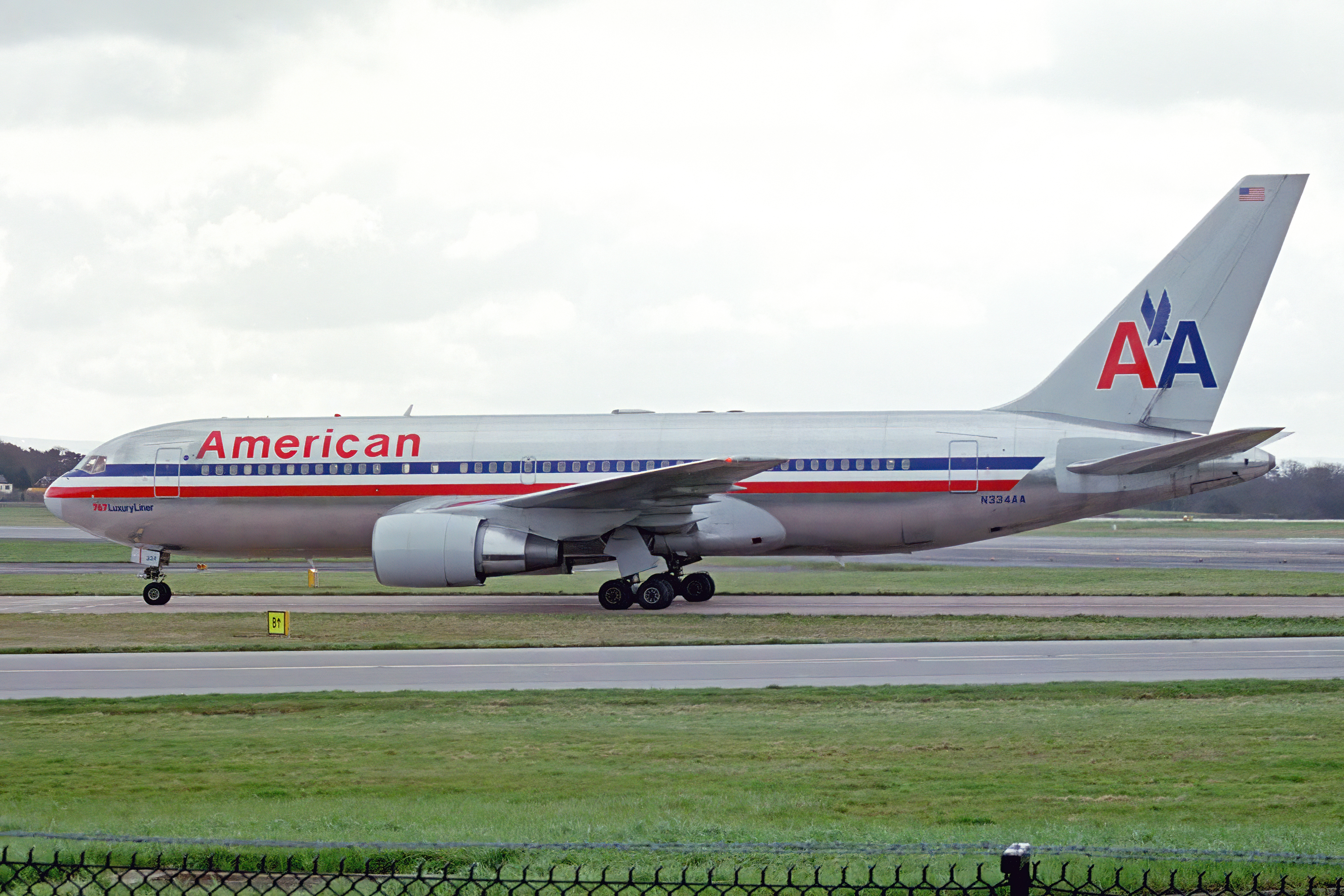
Porwany Boeing 767, pięć miesięcy przed zamachem

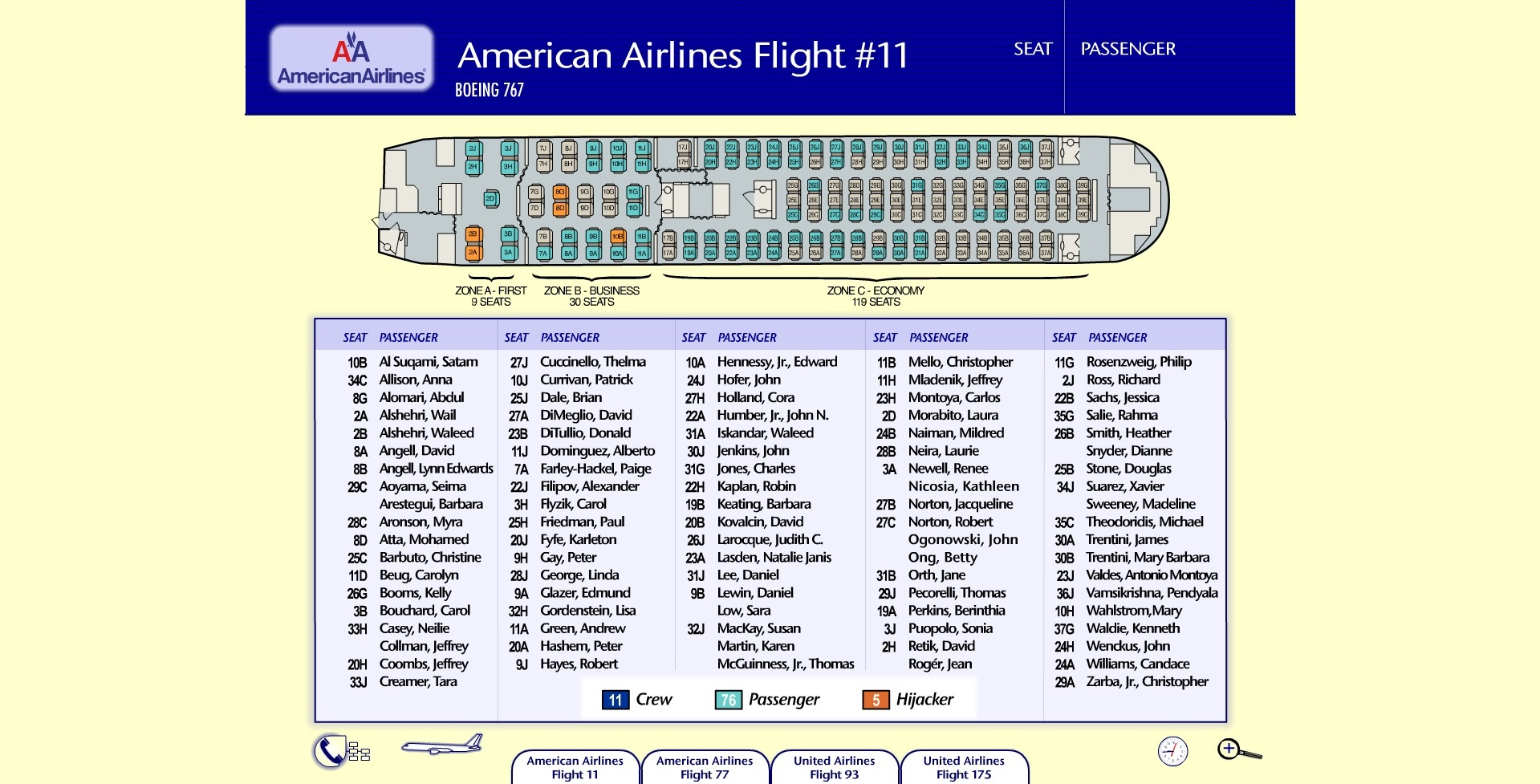
Lista pasażerów i porywaczy, oraz ich miejsca samolocie

Samolot Boeing 767-200 teoretycznie może zabrać na pokład 158 pasażerów, lecz 11 września 2001 roku zabrał 81 i 11 członków załogi. Kapitanem był John Ogonowski, a pierwszym oficerem – Thomas McGuinness.
| Pozycja | Imie i nazwisko   | Lat | Jumpseat | Serwis                       |
| ------- | ----------------- | --- | -------- | ---------------------------- |
| 1       | Karen Martin      | 40  | 1L       | Pierwsza Klasa               |
| 2       | Kathleen Nicosia  | 54  | 3L       | Bufet Klasy Ekonomicznej     |
| 3       | Betty Ong         | 45  | 3R       | Klasa Ekonomiczna            |
| 4       | Dianne Snyder     | 42  | 2R       | Bufet Klasy Biznes           |
| 5       | Barbara Arestequi | 38  | 1RC      | Bufet Pierwszej Klasy        |
| 6       | Jeffrey Collman   | 42  | 2L       | Klasa Ekonomiczna / Pierwsza |
| 7       | Sara Low          | 29  | 2R       | Klasa Biznes                 |
| 8       | Jean Roger        | 24  | 1LC      | Klasa Biznes                 |
| 9       | Madeline Sweeney  | 35  | 3L       | Klasa Ekonomiczna            |

### Porywacze

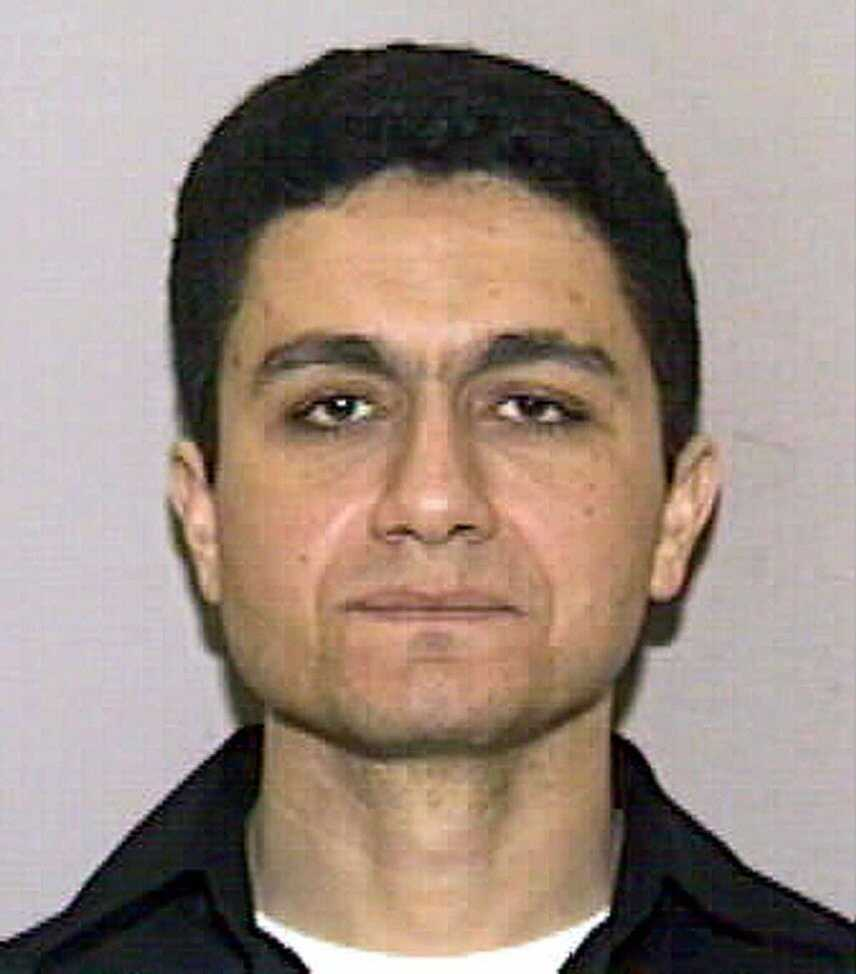
Muhammad Atta, pilot samobójca, przywódca porywaczy

Do porwania samolotu przywódcy Al-Kaidy wybrali pięć osób. Byli nimi Egipcjanin Mohammed Atta, który posiadał licencję pilota i dobrze znał język angielski. Został wybrany przez Osamę Bin Ladena na przywódcę całej 19-osobowej grupy zamachowców biorących udział w całym ataku, obejmującym cztery loty. Atta miał za zadanie pilotować samolot aż do celu jakim była jedna z wież World Trade Center. Do pomocy Atta miał czterech zamachowców fizycznych – wszyscy pochodzili z Arabii Saudyjskiej: Abdulaziz al-Omari, Satam al-Suqami oraz bracia Waleed al-Shehri i Wail al-Shehri. Zadaniem dwóch pierwszych było zastraszenie pasażerów i załogi oraz pilnowanie porządku na pokładzie, z kolei bracia Al-Shehri musieli wedrzeć się do kokpitu i zabić lub unieszkodliwić obu pilotów, dzięki czemu Atta mógł zasiąść za sterami.

### Przygotowania
Cztery miesiące przed zamachem terrorystycznym 11 maja 2001 roku Mohammed Atta wraz z drugim mężczyzną odwiedzili lotnisko Boston Logan, gdzie wewnątrz budynku wykonywali fotografie i filmowali punkt kontrolny, co było podejrzane i zwróciło uwagę kilku pracowników, którzy powiadomili o tym ochronę, ale ta zignorowała ich apele. Jeden z pracowników technicznych lotniska nawet zaczepił Attę domagając się wyjaśnień, ale ten tylko przeklął i oddalił się szybko. Lotnisko nie miało wtedy nawet kamery w tym pomieszczeniu, więc nie nagrano ich wizyty, ale zrelacjonowano to zdarzenie przed sądem.
Kilka tygodni przed zamachem Mohammed Atta latał kilkakrotnie samolotami pasażerskimi jako pasażer i dokładnie obserwował zachowanie ich załóg. Na podstawie swoich spostrzeżeń doszedł do wniosku, że wszyscy porywacze powinni siedzieć w odpowiednich miejscach – dwóch z przodu aby wtargnąć do kokpitu, a dwóch z tyłu aby sterroryzować pasażerów i załogę, zepchnąć ich na tył samolotu i pilnować. Wtedy pilot może przejąć stery i skierować samolot na cel. Atta ustalił też, że atak w samolocie powinien nastąpić już na początku lotu (w pierwszych 20 minutach rejsu), gdy stewardesy zanoszą śniadanie pilotom. Wówczas drzwi kokpitu są otwarte. Mohammed Atta przekazał wszystkie swoje wnioski trzem innym zamachowcom, którzy mieli pilotować trzy pozostałe porwane samoloty: Marwanowi Al-Shehhi, Haniemu Hanjourowi i Ziadowi Jarrahowi.

### Wejście na pokład
Mohammed Atta – przywódca zamachowców – przybył wraz z Abdulazizem Al-Omarim z Portland w stanie Maine samolotem do Bostonu. Obaj mieli drogie bilety „business class” na lot 11, które Atta kupił kilka dni wcześniej przez internet, płacąc kartą Visa. Jeszcze na lotnisku w Portland pracownik kontroli biletów Michael Tuohey miał spore wątpliwości w sprawie osoby Atty, ale zrezygnował z reakcji oskarżając samego siebie o rasizm i uprzedzenia wobec osób arabskiego pochodzenia.

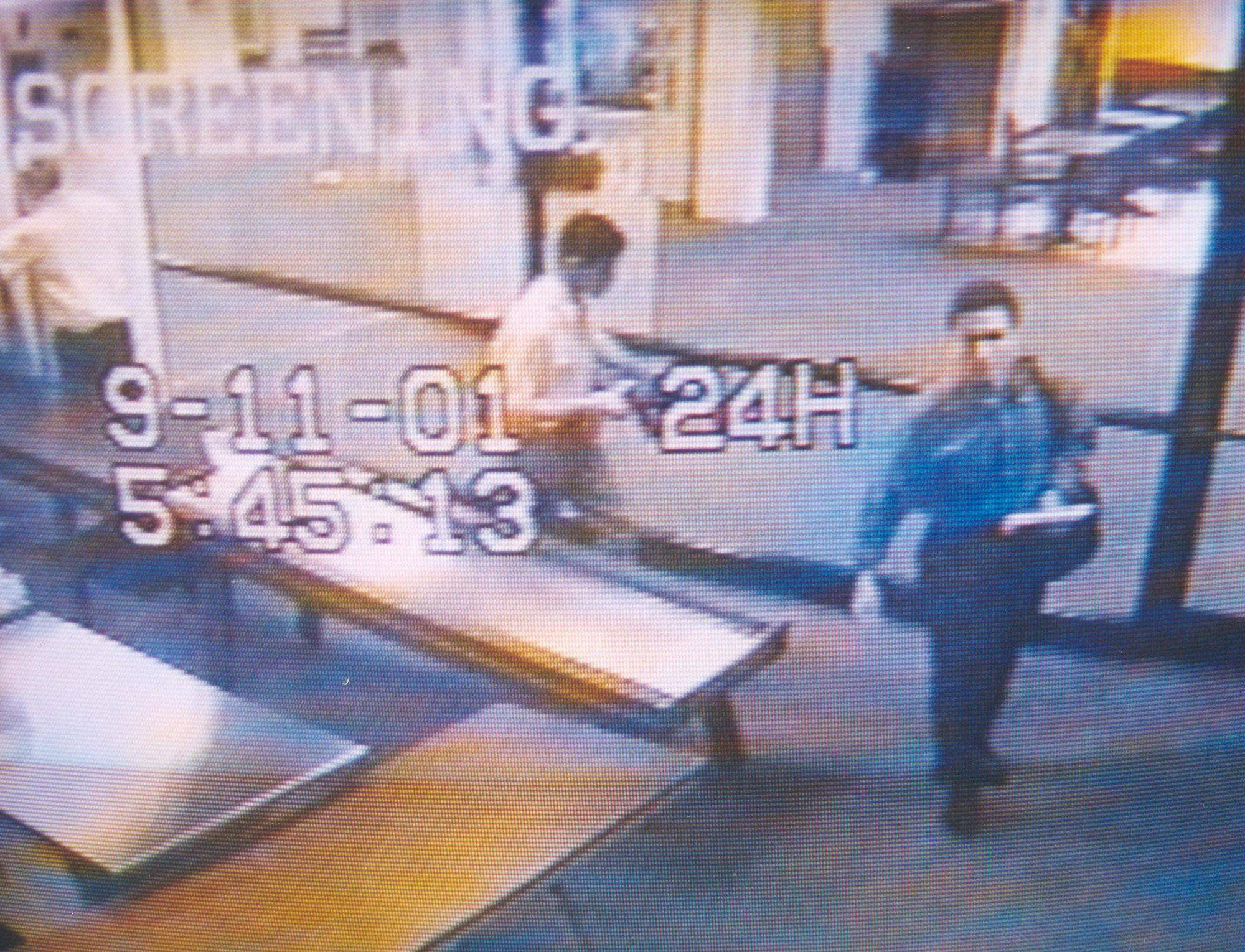
Muhammad Atta i Abdulaziz al-Omari na lotnisku Portland International Jetport

Po dotarciu do Bostonu Atta i Al-Omari dołączyli do trzech pozostałych porywaczy: Satama Al-Suqami oraz braci Wali i Waleed Al-Shehri, którzy dotarli na lotnisko wynajętym samochodem z hotelu. Wszyscy mieli bilety pierwszej klasy. Atta obawiał się wpadki, gdyż na tym samym lotnisku była też druga grupa zamachowców pod przywództwem Marwana Al-Shehhi oczekująca na lot United 175 też z Bostonu do Los Angeles. Start lotu 11 zaplanowany był na godzinę 7:45. Kilka minut wcześniej wszyscy porywacze byli już na pokładzie. Jednak z powodu zamieszania na lotnisku torba Muhammada Atty została na lotnisku. Później rzeczy znalezione w torbie posłużyły jako dowody przeciwko Attcie. Porywacze zajęli odpowiednie miejsca w pierwszej klasie.

### Porwanie
Porwanie rozpoczęło się prawdopodobnie o godzinie 8:14, bowiem wtedy służba kontroli ruchu lotniczego w Bostonie straciła kontakt z załogą. Dwie minuty później samolot zboczył z trasy, którą powinien lecieć. Nie było także odpowiedzi przez radio, a system, który był używany w celu uniknięcia kolizji z innymi samolotami, był wyłączony. Osoby z obsługi, Betty Ong i Madeleine Sweeney, skontaktowały się z American Airlines za pomocą radiotelefonu SBC Communications. Przekazały, że nastąpiło porwanie, podczas którego zostały zranione dwie osoby z personelu, a jeden pasażer (Żyd będący izraelskim komandosem Daniel Lewin) został zabity.
Dokładnie o godzinie 8:23.38 Mohammed Atta chciał z kokpitu podjąć próbę rozmowy z pasażerami, ale wcisnął niewłaściwy przycisk i tym samym wysłał wiadomość do służby kontroli ruchu lotniczego. Powiedział: [Oni] „mają trochę samolotów, stójcie tylko cicho, a nikomu nic się nie stanie. Wracamy na lotnisko”. Minutę później powiedział: „Niech nikt się nie rusza. Wszystko będzie w porządku. Jeśli ktokolwiek się poruszy, zagrozi sobie i samolotowi. Po prostu tylko stójcie cicho”. Służba kontroli ruchu lotniczego zrozumiała, że samolot został porwany i poinformowała o tym fakcie FAA. Wkrótce potem Atta powiedział: „Proszę wszystkich, by się nie ruszali. Wracamy na lotnisko, nie próbujcie wykonywać jakichkolwiek głupich ruchów”. Pięć minut później Bostońska Służba Kontroli Ruchu Lotniczego poinformowała NORAD, który z kolei wezwał dwa samoloty McDonnell Douglas F-15 Eagle z bazy Otis, by przejęły kontrolę nad lotem. Rozkaz startu myśliwców F-15 wydano o godzinie 8:45.55, jednak było już za późno – AA11 był już nad nowojorskim Manhattanem i uderzył w Wieżę Północną 7 minut i 20 sekund przed ostatecznym wypuszczeniem w misję Eagle’ów F-15.
Siły Powietrzne USA wiedziały, że samolot pasażerski został porwany z rannymi i zabitymi na pokładzie dokładnie 9 minut przed jego zderzeniem z wieżowcem, ale ze względu na wyłączenie transpondera w samolocie nie wiedziały dokładnie gdzie on jest poza otrzymaniem lakonicznej informacji, że leci on w stronę Nowego Jorku. Już po wydaniu rozkazu startu oficer dyżurny dramatycznie żądał i sam szukał dokładnego celu misji. Baza wojskowa Otis jest oddalona od Nowego Jorku o 246 km, co teoretycznie pozwala myśliwcom F-15 dotrzeć na Manhattan w czasie pięć i pół minuty (przy prędkości maksymalnej).

### Zderzenie
O godz. 8:46.35 porwany samolot lecący z prędkością około 750 km/h i mający około 40 tys. litrów paliwa uderzył w północną fasadę Wieży Północnej World Trade Center. Trafienie nastąpiło między 93 a 99 piętrem budynku. Wszystkie 92 osoby znajdujące się w samolocie zginęły.
Z powodu ogromnych zniszczeń wieży ludzie nie mogli uciec z pięter, które były wyżej od 92 piętra. Wszystkie schody i windy były zablokowane, co uwięziło 1344 osoby. Setki osób zostało zabitych od siły uderzenia, zaś inne od ognia bądź dymu, a jeszcze inne poniosły śmierć wyskakując z okien budynku. Więcej niż jeden szyb windy zajął się ogniem i spadł.
Francuski kamerzysta Jules Naudet będąc na ulicy sfilmował moment uderzenia samolotu w budynek profesjonalnym sprzętem. Kamera internetowa, umieszczona przez Niemca Wolfgang Staehle na wystawie w Brooklynie po to, by robić panoramiczne zdjęcia Lower Manhattan co cztery sekundy, sfilmowała również AA11 zderzający się z Wieżą Północną.
Ostatnie nagranie filmowe uderzenia samolotu w budynek pochodzi z amatorskiej kamery, której użył Czech Pavel Hlava podczas jazdy samochodem.
Jako pierwsze o zderzeniu poinformowały organizacje informacyjne. CNN przerwał reklamę i wydał wiadomość „z ostatniej chwili” o treści: „World Trade Center Disaster” („Katastrofa World Trade Center”). W momencie zamachu Prezydent USA George W. Bush przybył do szkoły podstawowej w Sarasocie, gdzie w czasie spotkania z uczniami przekazano mu wiadomość o ataku na Amerykę. Ten odpowiedział na to: „This is pilot error. It’s unbelievable that somebody would do this. The guy must have had a heart attack”. („To błąd pilota. To niewiarygodne, by ktoś to zrobił. Chłopak musiał mieć atak serca”). Pierwsze relacje podawały, że był to nieszczęśliwy wypadek. Zmieniło się to z chwilą zderzenia UA 175 z Wieżą Południową o godzinie 9:03.

## Następstwa
Po zderzeniu Wieża Północna zapaliła się, a następnie zawaliła. Chociaż zderzenie spowodowało znaczne zniszczenia, ogień spowodowany przez paliwo został uznany za przyczynę uszkodzenia struktury wieży. Na skutek zawalenia wieży zginęły także setki ratowników.
Ratownicy rozpoczęli poszukiwania ciał ofiar AA11 wkrótce po ataku. Niektórzy znaleźli ciała przypięte do siedzeń samolotu. Inni odkryli ciała członków załogi z rękami wygiętymi do tyłu, co oznacza, że porywacze stosowali kajdanki. W przeciągu roku zidentyfikowano ciała 33 ofiar lotu AA11. W 2006 roku zidentyfikowali ciało jednego z członków obsługi lotu (Karen Martin) oraz jeszcze jednej osoby. W 2007 roku poprzez badanie DNA zidentyfikowano jeszcze jedno ciało. Zidentyfikowano także ciała dwóch porywaczy. Innych ciał nie zidentyfikowano.
W nagraniu wideo znalezionym kilka miesięcy później, przywódca Al-Kaidy, Usama ibn Ladin, dał do zrozumienia, że
planował atak i że przewidywał zawalenie się wież. Nigdy nie odnaleziono czarnych skrzynek lotów AA11 i UA175.
Po ataku, numer lotu samolotów odlatujących o tej samej godzinie i tą samą trasą co AA11 został zmieniony na AA25. Zmieniono także samolot – na Boeinga 757.

## Galeria

Schemat uderzenia samolotów w bliźniacze wieże WTC
Schemat uderzenia samolotów w bliźniacze wieże WTC
Schemat uderzeń samolotów w wieżę WTC i rozmieszczenie ich szczątków na ziemi
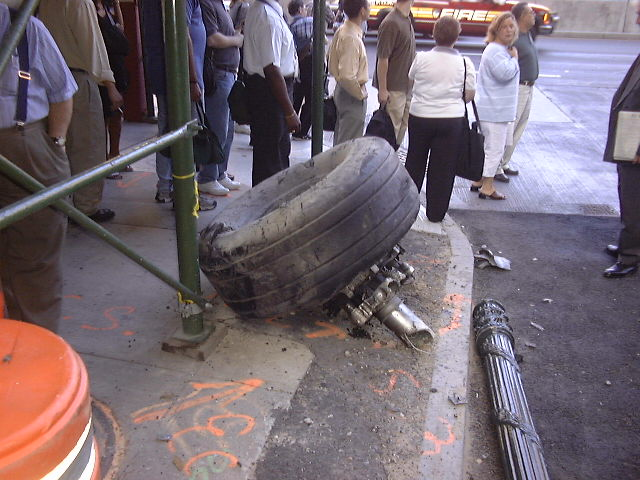
Szczątki podwozia lotu 11
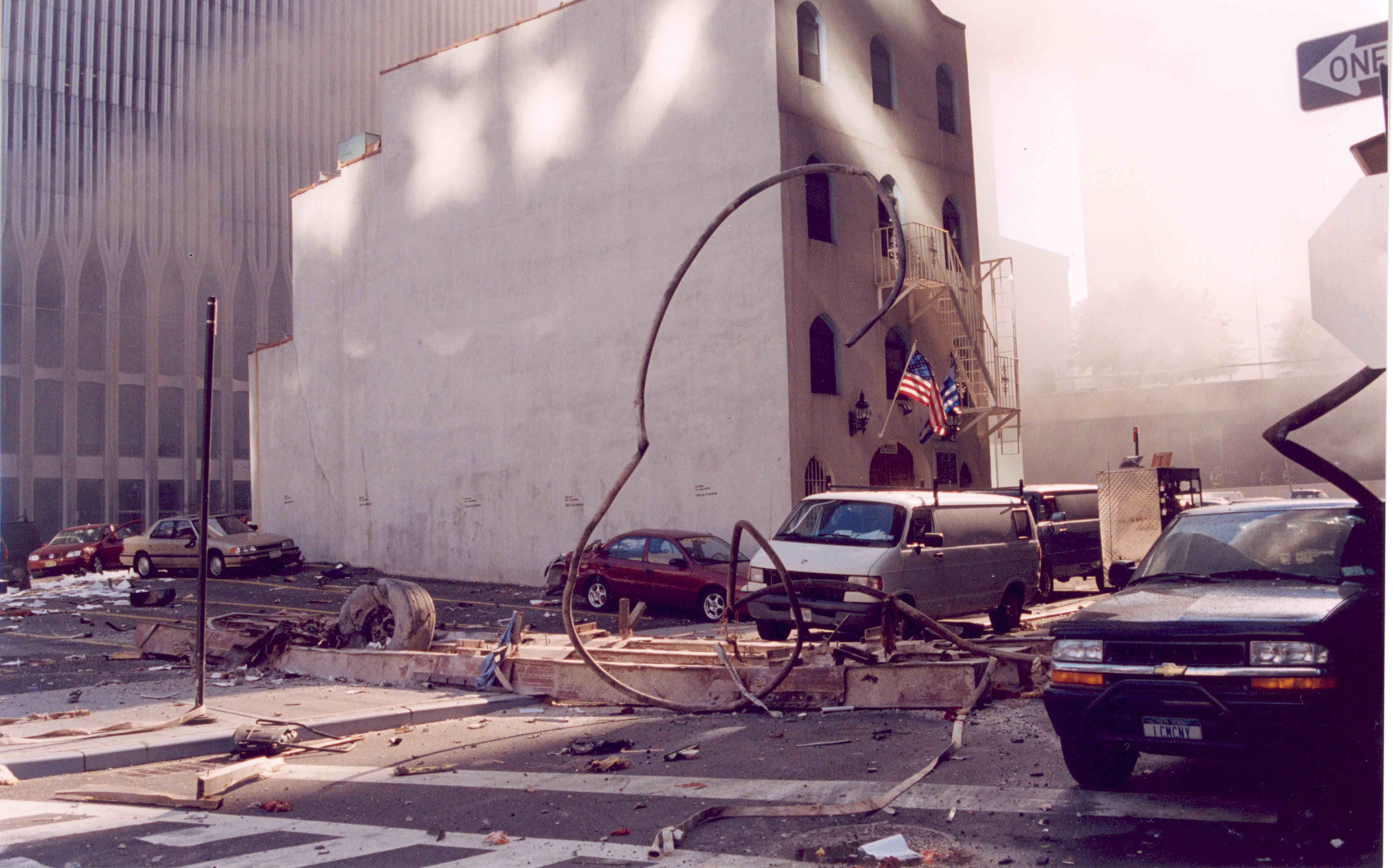
Szczątki lotu 11 i Wieży Północnej przed Cerkwią św. Mikołaja
Północna ściana płonącej Wieży Północnej z widoczną wyrwą po uderzeniu lotu 11
Południowa ściana Wieży Północnej
Zapadająca się Wieża Północna o 10:28 czasu lokalnego